# Adolfo S. Scilingo
Adolfo S. Scilingo (San Isidro, 20 de junio de 1899 - Buenos Aires, 30 de abril de 1973) fue un diplomático argentino.

## Biografía
Adolfo S. Scilingo fue hijo de Filomena Artuso y Ángel Scilingo. Estudió en la Universidad de Buenos Aires. Se casó con Sheila Patricia Brannigan, de la que enviudó. Se casó en segundas nupcias con Leda Presta. Su hija se llama Sheila Maureen Scilingo de Carbonelli.
De 1920 hasta 1924 Adolfo S. Scilingo fue cónsul en Ciudad del Cabo.
Entre el 25 de abril de 1945 y el 26 de junio de 1945 participó en la Conferencia de las Naciones Unidas sobre Organización Internacional en San Francisco (California).
En febrero de 1946 participó de la delegación argentina ante la primera Asamblea General de la ONU en la ciudad de Westminster (Reino Unido). El presidente de la delegación era Lucio M. Moreno Quintana, el vicepresidente era Felipe A. Espil, quienes eran secundados por Adolfo S. Scilingo, Santos Muñoz y Ricardo J. Siri. La primera resolución de la Asamblea General de la ONU se refería a los usos pacíficos de la energía atómica.
El 2 de diciembre de 1946, el Gobierno de Juan Domingo Perón fundó ―mediante el decreto n.º 20.707― la Delegación Argentina de Inmigración en Europa (DAIE), cuya oficina central se ubicaba en Roma (Italia). En la dirección nombró a Adolfo S. Scilingo junto con el presbítero salesiano José Clemente Silva, hermano de Oscar Rufino Silva.
Fue cónsul general en la ciudad de Shanghái (China).
En 1957, Adolfo Scilingo presentó sus cartas credenciales en la ciudad de Nueva Delhi, como cuarto embajador argentino en ese país.
Durante su gestión se instituyó en Nueva Delhi la «Copa de Polo República Argentina».
Adolfo S. Scilingo presidió ―designado por el presidente Arturo Frondizi como «embajador extraordinario y plenipotenciario»― la delegación argentina en la Conferencia Antártica que se inauguró el 15 de octubre de 1959 en Washington (Estados Unidos), que resultó en el Tratado Antártico. En la conferencia se unieron representantes de doce naciones: Argentina, Australia, Chile, Francia, Gran Bretaña, Noruega y Nueva Zelanda (reclamantes de soberanía) y Bélgica, Estados Unidos de América, Unión Sudafricana y Unión Soviética.
El 25 de enero de 1960 en una entrevista con el embajador canadiense Richard Plant Bower, Scilingo invitó al ministro de Asuntos Exteriores de Canadá, Howard Charles Green para las fiestas del aniversario de la independencia de la Argentina, el 25 de mayo de 1960.
Entre el 29 de marzo y fines de abril de 1962, la dictadura de José María Guido (que había derrocado al presidente constitucional Arturo Frondizi), lo nombró interventor federal de la provincia de Santiago del Estero.
En junio de 1968 fue enviado como secretario de primera clase en la embajada argentina en Washington D. C., siendo más tarde encargado de negocios en Dinamarca y Colombia.
Fallece en Buenos Aires, el 30 de abril de 1973.

## Obras
- Scilingo, Adolfo S. (1963): El Tratado antártico: la defensa de la soberanía y la proscripción nuclear. Buenos Aires, 1963
- Scilingo, Adolfo S. (1964): La instancia directa en la cuestión de las islas Malvinas. Buenos Aires: Coincidencia, 1964.